# Saint-Vidal

Saint-Vidal este o comună în departamentul Haute-Loire, Franța. În 2009 avea o populație de 501 de locuitori.